# Золлеруп
Золлеруп (нім. Sollerup) — громада в Німеччині, розташована в землі Шлезвіг-Гольштейн. Входить до складу району Шлезвіг-Фленсбург. Складова частина об'єднання громад Еггебек.
Площа — 12,98 км2. Населення становить 485 ос. (станом на 31 грудня 2020).